# سقف واحد (مسلسل)
 سقف واحد  مسلسل كويتي عرض في العام 2014.

## ملخص القصة
تدور أحداث المسلسل حول إحدى الأسر الثرية في (الكويت)، والتي يتبدل الحال بأفرادها عما كانت في البداية، ويقوم أفراد العائلة خلال ذلك بمحاولة التعايش مع الوضع الجديد الذي وجدوا أنفسهم فيه.

## الممثلين المشاركين

### الأبطال
- أحمد السلمان
- سلمى سالم
- مي البلوشي

### البطولة
- أمل عباس
- سوسن الهارون
- عبد الله الطراروة
- مريم حسين
- شوق
- نرمين محسن
- عبد الله عباس
- سعود بوشهري

### الوجوه الشابة
- سهام البدر
- شوق الهادي
- بشاير حسين
- عبدالعزيز الكسار
- سعاد سليمان أبا الخيل
- فواز حمد بدر
- نواف العلي
- دانة
- ريم
- لطيفة الزامل
- غلا الفيصل
- محمد الجلاد
- عيد العيد
- مهند الحمدي

### ضيوف الشرف
- أم العنود
- عبير الخضر
- سارة
- فاطمة أحمد
- شهد أحمد
- أحمد المقلد